# 歐瓦黃蘚
歐瓦黃蘚（学名：Distichophyllum osterwaldii）为油蘚科黃蘚屬下的一个种。

## 扩展阅读
- 維基物種上的相關：歐瓦黃蘚